# کامیاننا
کامیاننا (به لهستانی:  Kamianna) یک روستا در لهستان است که در گمینا وابووا واقع شده‌است.